# Фэрбанкс (аэропорт)
Международный аэропорт Фэ́рбанкс (англ. Fairbanks International Airport), (ИАТА: FAI, ИКАО: PAFA, FAA LID: FAI) — государственный гражданский аэропорт, расположенный в пяти километрах к юго-западу от центрального делового района города Фэрбанкс (Аляска), США.
Международный аэропорт Фэрбанкс обслуживает главным образом грузовые авиакомпании, использующие аэропорт для дополнительной заправки при выполнении дальних трансполярных рейсов. Обслуживание регулярных пассажирских рейсов представлено аэропортом в ограниченном количестве. Авиакомпании Era Aviation и Alaska Airlines работают в Международном аэропорту Фэрбанкс круглый год, а магистральный авиаперевозчик Northwest Airlines открывает регулярные рейсы только в течение летнего сезона.
Фэрбанкс является самым маленьким городом Соединённых Штатов Америки, связанным беспосадочными авиамаршрутами с Европой: во время летнего туристического сезона авиакомпания Condor Airlines открывает еженедельный трансполярный рейс из Фэрбанкса во Франкфурт.
В настоящее время ведутся работы по реконструкции и расширению здания пассажирского терминала аэропорта, связанные с постоянным увеличением объёма пассажирских перевозок через Международный аэропорт Фэрбанкс. По завершении строительства в эксплуатацию будет введено новое здание терминала и дополнительный телескопический трап, общее число телетрапов достигнет шести единиц.

## Операционная деятельность
Международный аэропорт Фэрбанкс занимает площадь в 1404 гектаров (3470 акров), расположен на высоте 132 метров над уровнем моря и эксплуатирует четыре взлётно-посадочные полосы:
- 2L/20R размерами 3597×46 метров с асфальтовым покрытием;
- 2R/20L размерами 1981×30 метров с асфальтовым покрытием;
- 2/20 размерами 884×23 метров с гравийным покрытием;
- 2W/20W размерами 1646×30 метров — для приёма гидросамолётов.

За период с 28 августа 1995 года по 22 августа 1996 года Международный аэропорт Фэрбанкс обработал 133 267 операций взлётов и посадок самолётов (365 операций ежедневно). Из них 68 % пришлось на авиацию общего назначения, 18 % — на аэротакси, 12 % заняли регулярные коммерческие рейсы и 2 % — рейсы военной авиации.
Аэропорт использовался в качестве базы для 482 воздушных судов, из них 89 % составили однодвигательные самолёты, 9 % — многодвигательные и 2 % — вертолёты.

## Пассажирский терминал
Здание пассажирского терминала Международного аэропорта Фэрбанкс расположено в юго-западной части всего аэропортового комплекса и содержит семь выходов на посадку (гейтов): два для местных авиаперевозчиков и пять — для крупных авиакомпаний:
- Гейт 1: Era Aviation / Frontier Flying Service
- Гейт 2: местные авиакомпании
- Гейт 3: Alaska Airlines
- Гейт 4: Alaska Airlines
- Гейт 6: Alaska Airlines, Northwest Airlines, BP-ConocoPhillips
- Гейт 7: Alaska Airlines
- Гейт 8: местные авиакомпании.

## Авиакомпании и беспосадочные рейсы

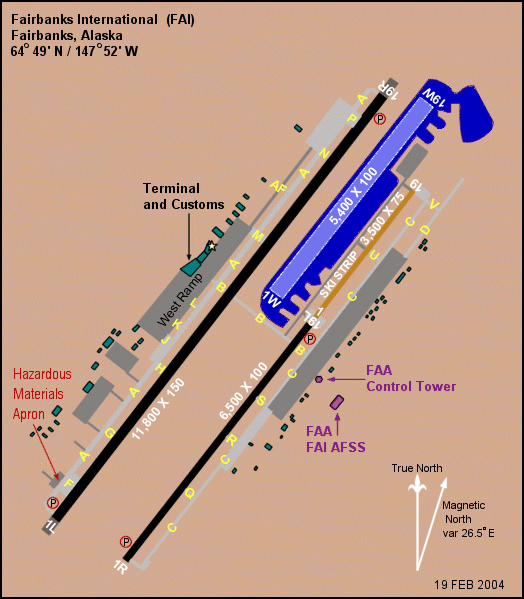
Схема FAA Международного аэропорта Фэрбанкс